# Aumont (Somme)
Aumont ist eine französische Gemeinde mit 128 Einwohnern (Stand 1. Januar 2022) im Département Somme in der Region Hauts-de-France. Sie gehört zum Arrondissement Amiens und zum Kanton Poix-de-Picardie.